# Heinrich Joseph Kiefer
Heinrich Joseph Kiefer (* 1799 in Köln; † 14. Januar 1882 in Wiesbaden) war ein deutscher Richter und Politiker.
Kiefer war der Sohn von Carl Kiefer und dessen Ehefrau Friederike geborene Gros. Er war katholischer Konfession und mit Julie von Rabatt verheiratet.
1815 diente er als Freiwilliger Jäger in den Befreiungskriegen. Danach studierte er Rechtswissenschaften und wurde 1822 Auditeur bei der deutschen Legion im griechischen Freiheitskampf. 1825 wurde er Auskulator in Köln, 1826 Aktuar beim Justizamt Hammerstein und 1827 Referendar in Münster. 1828 wurde er kommissarisch Friedensrichter in Ahrweiler, dann in Cochem, wo er 1830 definitiv Friedensrichter wurde. 1836 wurde er zugleich Landgerichtsassessor in Cochem. 1840 war er Friedensrichter in Krefeld und 1844 (formal) Landgerichtsrat in Koblenz (inhaltlich war er Instruktionsrichter in Simmern). Ab 1846 arbeitete er am Landgericht Koblenz, ab 1860 als Kammerpräsident am Landgericht Saarbrücken. 1865 trat er in den Ruhestand und lebte dann in Wiesbaden.
1850 war er Mitglied im Volkshaus des Erfurter Unionsparlaments. Er war Ehrenmitglied im Kriegerverein Wiesbaden und wurde mit dem Roten Adlerorden 3. Klasse mit der Schleife ausgezeichnet.